# Bělá pod Bezdězem
Bělá pod Bezdězem (niem. Weißwasser) − miasto w Czechach, w kraju środkowoczeskim. Według danych z 31 grudnia 2003 powierzchnia miasta wynosiła 6 322 ha, a liczba jego mieszkańców 4 855 osób.
W mieście jest stacja kolejowa Bělá pod Bezdězem.

## Historia
Już w XIII wieku istniała wieś o nazwie Bezděz, położona wyżej niż obecne miasto. Na drodze rozwoju tej osady stał jednak brak wody pitnej. W 1304 Hynek Berka z Dubé rozkazał ulokować nowe miasto przy potoku Bělá. Po ukończeniu budowy, w roku 1337, przyznano nowej miejscowości, początkowo nazywanej Nový Bezděz, liczne przywileje.

## Pamiątki przeszłości
Najcenniejszym zabytkiem miasta jest Czeska Brama oraz relikty obwarowań miejskich, a także kościół Podwyższenia Krzyża Świętego, klasztor augustianów z kościołem św. Wacława i pałac, w którym umieszczono muzeum. W centrum, które stanowi zespół zabytkowy (od 1994), znajduje się rynek z parkiem. Powstał on na miejscu dawnego, dużego targowiska, ma 2,5 hektara powierzchni i należy do najrozleglejszych w całych Czechach. Przy pierzejach stoją liczne domy z drewna. Przy rynku zlokalizowany jest m.in. budynek nr 27 z tablicą upamiętniającą jego związek z operą Tajemnica (Tajemství) autorstwa Bedřicha Smetany.

## Demografia
| Rok             | 1970  | 1980  | 1991  | 2001  | 2003  |
| --------------- | ----- | ----- | ----- | ----- | ----- |
| Liczba ludności | 4 842 | 4 923 | 4 736 | 4 789 | 4 855 |

Źródło: Czeski Urząd Statystyczny